# Mareuil-Caubert
Mareuil-Caubert é uma comuna francesa na região administrativa de Altos da França, no departamento de Somme. Estende-se por uma área de 9,08 km². Em 2010 a comuna tinha 842 habitantes (densidade: 92,7 hab./km²).